# شهرستان اوبلیوسکی
شهرستان اوبلیوسکی (به لاتین: Oblivsky District) یک شهرستان در روسیه است که در استان روستوف واقع شده‌است.